# صدر، راولپندی
صدر (به انگلیسی: Saddar) یک منطقهٔ مسکونی در پاکستان است که در پنجاب واقع شده‌است.